# David Vandyck
David Vandyck (Waregem, 12 september 1978) is een Vlaamse zanger en liedjesschrijver.

## Carrière
In 2006 bracht Vandyck zijn eerste cd-single uit, getiteld Vervreemd. Een jaar later volgde Viva la fiësta. Zijn eerste hit scoorde hij echter pas in 2011, toen hij met het nummer Een superlange nacht vier weken in de Ultratop 50 genoteerd stond. Vandyck sloot vervolgens een contract met het label Vlaamse Sterren van CNR Records. Samen met Chris Van Roosendaal en Leo Caerts schreef hij het lied Met heel mijn hart, wat hem eind 2011 zijn eerste nummer 1-hit in de Ultratop Vlaamse Top 10 opleverde. Het debuutalbum Dichtbij werd eveneens een succes en bekroond met een gouden plaat.
In 2013 verscheen zijn tweede album Zolang het liefde is, dat de derde plaats behaalde in de Vlaamse albumlijst. Diverse liedjes van dit album (zoals Meisje van m'n dromen en Een glas koele witte wijn) werden op single uitgebracht en hits in de Vlaamse Top 10. In februari 2014 onderging Vandyck een stemoperatie en moest hij een periode verplicht rust nemen. Later dat jaar nam hij een succesvol duet op met Corry Konings, getiteld Waar jij ook gaat.
In 2015 stond de carrière van Vandyck in het teken van zijn grote voorbeeld, Will Tura. Er werd een tributealbum uitgebracht (David Vandyck zingt Will Tura), dat 32 weken lang in de Vlaamse albumlijst stond. Tegelijkertijd bouwde Vandyck een reputatie op als een veel geboekt live-artiest. In het najaar van 2016 verscheen zijn live-album Live in concert, met bijhorende DVD ter ere van zijn 10-jarige artiestenjubileum. Dit album kwam op nummer 1 binnen in de Ultratop 40 van Belgische albums.
Eind 2016 nam Vandyck met Koen Crucke een kerstduet op: Jingle bell rock. In 2018 volgde de nieuwe single Ik leef voor jou, een nummer dat Vandyck schreef voor zijn vrouw Isabelle. Hiermee scoorde hij voor het eerst sinds 2011 weer een hit in de Ultratop 50 en werd hij genomineerd voor Radio 2 Zomerhit. De single diende als voorbode van zijn vierde studioalbum, waarvoor Vandyck samenwerkte met de Nederlandse componist en producer Gordon Groothedde. Dit album verscheen in september 2018 en bereikte direct de tweede plaats in de Vlaamse albumlijst. Er volgden in totaal nog 4 singles uit dit album: Om je heen, Weer even klein, Beiregoe en Heel alleen (een duet met Thomas Berge). Ondertussen zette David zijn allereerste stappen richting Nederland. Ik leef voor jou werd ook daar uitgebracht en uitgeroepen tot Paradeplaat bij Sterren.nl en AVROTROS.
In alle stilte werkte David in 2020 aan nieuw materiaal. Daarvan werd Ik weet nu beter (mede geschreven door Jasper Steverlinck) in het voorjaar van 2021 als eerste single uitgebracht. Een jaar later verscheen het studioalbum Licht aan de overkant, dat opnieuw geproduceerd werd door Gordon Groothedde. Voor het album leverden onder anderen Will Tura, Nick & Simon, Sam Bettens, Milo Meskens en Jacqueline Govaert een bijdrage. De titelsong Licht aan de overkant werd een hit en stond bijna een half jaar genoteerd in de Vlaamse Top 30.

## Discografie

### Albums
| Album met hitnotering(en) in de Vlaamse Ultratop 200 albums | Datum van verschijnen | Datum van binnenkomst | Hoogste positie | Aantal weken | Opmerkingen |
| ----------------------------------------------------------- | --------------------- | --------------------- | --------------- | ------------ | ----------- |
| Dichtbij                                                    | 21-10-2011            | 29-10-2011            | 17              | 12           | Goud        |
| Zolang het liefde is                                        | 23-08-2013            | 31-08-2013            | 3               | 22           |             |
| Zingt Will Tura                                             | 29-06-2015            | 04-07-2015            | 13              | 32           |             |
| Live in concert                                             | 16-09-2016            | 24-09-2016            | 4               | 17           | Livealbum   |
| Live in concert (Gold edition)                              | 17-11-2017            | -                     |                 |              | Livealbum   |
| David Vandyck                                               | 14-09-2018            | 22-09-2018            | 2               | 11           |             |
| Licht aan de overkant                                       | 06-05-2022            | 14-05-2022            | 10              | 1            |             |

### Singles met hitnotering
| Single met hitnotering(en) in de Vlaamse Ultratop 50 | Datum van verschijnen | Datum van binnenkomst | Hoogste positie | Aantal weken | Opmerkingen                                                                                 |
| ---------------------------------------------------- | --------------------- | --------------------- | --------------- | ------------ | ------------------------------------------------------------------------------------------- |
| Een superlange nacht                                 | 07-02-2011            | 02-04-2011            | 34              | 4            | Nr. 23 in de Radio 2 Top 30 Nr. 2 in de Vlaamse Top 10                                      |
| De liefde weer ontdekt                               | 30-05-2011            | 09-07-2011            | tip34           | -            | Nr. 3 in de Vlaamse Top 10                                                                  |
| Met heel mijn hart                                   | 07-10-2011            | 29-10-2011            | 34              | 4            | Nr. 1 in de Vlaamse Top 10                                                                  |
| De trollendans                                       | 03-02-2012            | 18-02-2012            | tip33           | -            | Nr. 2 in de Vlaamse Top 10                                                                  |
| Er is een plaats in mijn armen                       | 02-07-2012            | -                     | -               | -            |                                                                                             |
| Wat een wonder!                                      | 08-10-2012            | 13-10-2012            | tip20           | -            | Nr. 6 in de Vlaamse Top 10                                                                  |
| Meisje van m'n dromen                                | 24-06-2013            | 29-06-2013            | tip55           | -            | Nr. 9 in de Vlaamse Top 10                                                                  |
| Een glas koele witte wijn                            | 29-07-2013            | 10-08-2013            | tip17           | -            | Nr. 4 in de Vlaamse Top 10                                                                  |
| Liefdesvuur                                          | 08-11-2013            | 08-11-2013            | tip46           | -            |                                                                                             |
| Zolang het liefde is                                 | 11-12-2013            | 13-12-2013            | tip36           | -            |                                                                                             |
| Wonderboy                                            | 2014                  | 29-03-2014            | tip57           | -            |                                                                                             |
| Zomerzon                                             | 19-05-2014            | 17-05-2014            | tip29           | -            |                                                                                             |
| Waar je ook gaat/Lavventura                          | 2014                  | 04-10-2014            | tip6            | -            | met Corry Konings / Nr. 3 in de Vlaamse Top 50                                              |
| Overgaan                                             | 2015                  | 18-04-2015            | tip11           | -            | Nr. 8 in de Vlaamse Top 50                                                                  |
| Vergeet Barbara                                      | 2015                  | 11-07-2015            | tip31           |              | Nr. 18 in de Vlaamse Top 50                                                                 |
| Als de muren konden praten                           | 2015                  | 24-10-2015            | tip28           |              | Nr. 15 in de Vlaamse Top 50                                                                 |
| De mooiste droom                                     | 2015                  | 30-01-2016            | tip             | -            | Nr. 39 in de Vlaamse Top 50                                                                 |
| Voel de beat                                         | 2016                  | 28-05-2016            | tip11           | -            | Nr. 9 in de Vlaamse Top 50                                                                  |
| Jingle bell rock                                     | 2016                  | 19-11-2016            | tip15           | -            | met Koen Crucke / Nr. 12 in de Vlaamse Top 50 Nr. 6 in de Ultratop Kerstmis Top 50 van 2016 |
| Ik leef voor jou                                     | 2018                  | 23-06-2018            | 46              | 2            | Nr. 3 in de Vlaamse Top 50                                                                  |
| Om je heen                                           | 2018                  | 15-09-2018            | tip27           | -            | Nr. 9 in de Vlaamse Top 50                                                                  |
| Weer even klein                                      | 2018                  | 15-12-2018            | tip15           | -            | Nr. 12 in de Vlaamse Top 50                                                                 |
| Beiregoe                                             | 2019                  | 23-02-2019            | tip10           | -            | Nr. 9 in de Vlaamse Top 50                                                                  |
| Heel alleen                                          | 2019                  | 04-05-2019            | tip31           |              | met Thomas Berge / Nr. 17 in de Vlaamse Top 50                                              |
| Ik weet nu beter                                     | 2021                  | 29-05-2021            | tip             | -            | Nr. 10 in de Vlaamse Top 30                                                                 |
| Licht aan de overkant                                | 2022                  | 26-11-2022            | 44              | 3            | Nr. 6 in de Vlaamse Top 30                                                                  |

### Overige singles
- Vervreemd (2006)
- Viva la fiësta! (2007)
- Wat vliegt de tijd (2021)
- Zee van vuur (2021) (Nr. 12 in de Vlaamse Top 30)
- Morgen komt de rest (2022) (Nr. 19 in de Vlaamse Top 30)
- Dans in de regen (2022) (Nr. 28 in de Vlaamse Top 30)
- Alles wat ademt (2022)
- Komt allen tezamen (2022)
- Alles wordt beter (2023) (Nr. 18 in de Vlaamse Top 30)
- Heeft samenzijn nog zin (2024) (Nr. 10 in de Vlaamse Top 30)
- Kijk naar mij (2024) (Nr. 28 in de Vlaamse Top 30)